# 국제 범유럽 연합

국제 범유럽 연합의 기. 파란색 바탕 가운데에 그려진 태양 십자 주변에 유럽기에 그려진 12개의 금색 별이 그려져 있다.

국제 범유럽 연합(영어: International Paneuropean Union) 또는 범유럽 연합(영어: Paneuropean Union), 범유럽 운동(영어: Paneuropean Movement)은 가장 오랜 역사를 가진 유럽 통합 운동이다.
1923년에 오스트리아 출신의 정치인, 언론인, 철학자인 리하르트 니콜라우스 폰 코우덴호페칼레르기 백작이 자신의 저서인 《판오이로파》(Pan-Europa, "범(汎)유럽"이라는 뜻)를 발표하면서 유럽 통합 국가 구상이 시작되었으며 같은 해에 독일 뮌헨에서 설립되었다. 코우덴호페칼레르기는 1972년에 사망할 때까지 이 기구의 회장을 역임했다.
이 기구의 명시적인 목표는 "허무주의, 무신론, 부도덕한 소비주의"로부터 자유로운 기독교 유럽 세계의 통합이다. 모든 정당과 무관하지만 정치인, 정당, 기관을 끌어들일 수 있는 원칙을 세웠다. 국제 범유럽 연합은 "자유주의, 기독교, 사회적 책임, 친유럽주의"를 4가지 기본 원칙으로 제시하고 있다. 유명한 회원으로는 알베르트 아인슈타인, 토마스 만, 프란츠 베르펠, 살바도르 데 마다리아가, 아리스티드 브리앙, 콘라드 아데나워, 프란츠 요제프 슈트라우스, 브루노 크라이스키, 조르주 퐁피두 등이 있다.
1933년에 독일에서 나치 정권이 등장하면서 한동안 금지되었다가 제2차 세계 대전 종전 이후에 다시 설립되었다. 뮌헨에 본부를 둔 사무국을 중심으로 많은 유럽 국가에 본부를 두고 있다. 1973년부터 오토 폰 합스부르크가 회장을 역임했고 2004년에는 프랑스 출신의 알랭 테르누아르가 회장을 역임했다.

## 같이 보기
- 유럽 통합
- 유럽회의주의
- 범유럽주의
- 친유럽주의